# Сысоев, Иван Владимирович
Иван Владимирович Сысоев (родился 30 июня 1988 года) - российский регбист, нападающий второй линии команды Стрела.
Мастер спорта по регби
До регби занимался карате, ушу, самбо, баскетболом, настольным теннисом и плаванием
Выступал за Сборную России
С 2006 по 2015 год выступал за регбийный клуб "Красный Яр"
С 2015 по 2017 год выступал за регбийный клуб "Металлург"
С 2017 по 2019 год выступал за регбийный клуб "Кубань"
В 2020 году перешёл в казанскую Стрелу

## Достижения
Чемпион России по регби-15 в 2013 году
Трехкратный обладатель кубка России по регби-15
Победитель Суперкубка России в 2016 году
Чемпион России по регби-7 в 2011 году
Четырехкратный серебряный призёр Чемпионата России по регби-15
Двукратный бронзовый призёр Чемпионата России по регби-15